# 熊本リハビリテーション病院
熊本リハビリテーション病院（くまもとリハビリテーションびょういん）は、熊本県菊池郡菊陽町にある医療機関。社会医療法人令和会が運営する病院である。熊本県のへき地医療支援病院として県全域のへき地医療を支える役割を果たす。
「リハビリテーション病院」という名称であるが、救急医療（二次救急）も行っており、救急告示医療機関、病院群輪番制参加医療機関である。

## 沿革
- 1974年1月 - 前身となる熊本理学診療科病院が開設される。
- 1986年6月 - 現名称に改称。
- 2010年9月1日 - 医療法人社団熊本丸田会が社会医療法人に法人変更（熊本県では初の認定）[3]。
- 2019年11月1日 - 社会医療法人令和会へ名称変更。

## 診療科
- 整形外科
- リハビリテーション科
- 内科
- 脳神経外科
- 脳神経内科
- 形成外科
- 泌尿器科
- 歯科口腔外科
- 専門外来
  - 禁煙外来
  - 栄養サポート外来

## 医療機関の指定等
- 保険医療機関
- 救急告示医療機関
- 労災保険指定医療機関
- 指定自立支援医療機関（更生医療・育成医療）
- 身体障害者福祉法指定医の配置されている医療機関
- 生活保護法指定医療機関
- 原子爆弾被爆者一般疾病医療取扱医療機関
- DPC対象病院

## 関連事業
- 熊本整形外科病院（熊本市中央区新屋敷1丁目17-1）

## 周辺の施設
- 熊本空港
- 熊本空港カントリークラブ

## 交通アクセス
- JR九州豊肥本線原水駅よりタクシーで約10分。
- 菊陽町町内巡回バス南部線・道明線で熊本リハビリテーション前下車（本数少し）。
  - かつては熊本市内より産交バスの路線バスが運行されていたが、2020年9月30日限りで廃止された。
- 熊本空港よりタクシーで約10分。
- 熊本県道103号熊本空港線（第一空港線）・国道445号沿い。